# 中國茶具

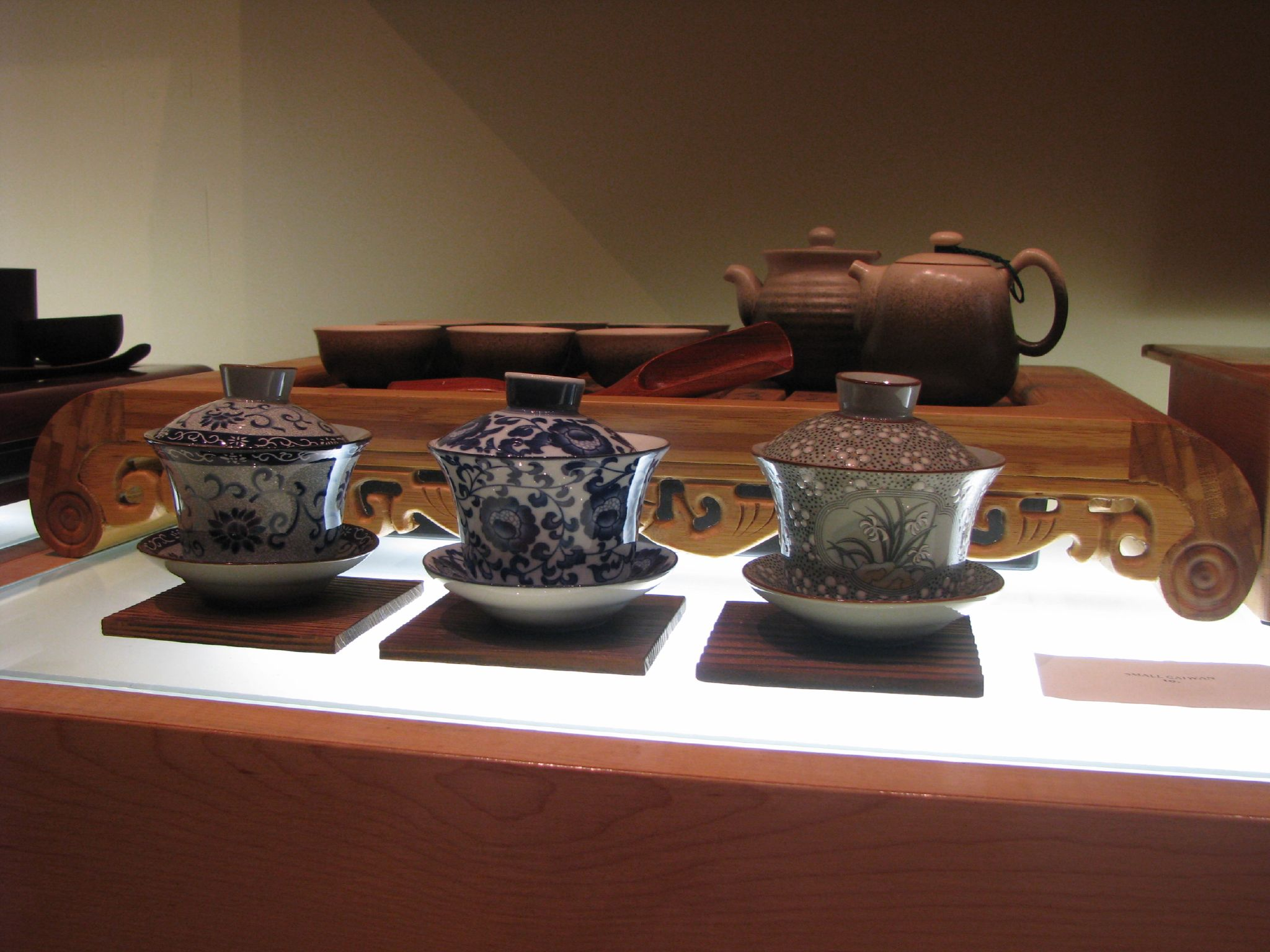
中國茶具

中國茶具，是中國傳統製茶、貯茶、飲茶的器具，古代亦称茶器或茗器，泛指製茶、饮茶使用的器具。茶具按照材质可以分为陶茶具，瓷茶具，漆器茶具，玻璃茶具，金属茶具，竹木茶具等。按照用法又分為生活用茶具和茶藝專用的茶藝用具。

## 历史

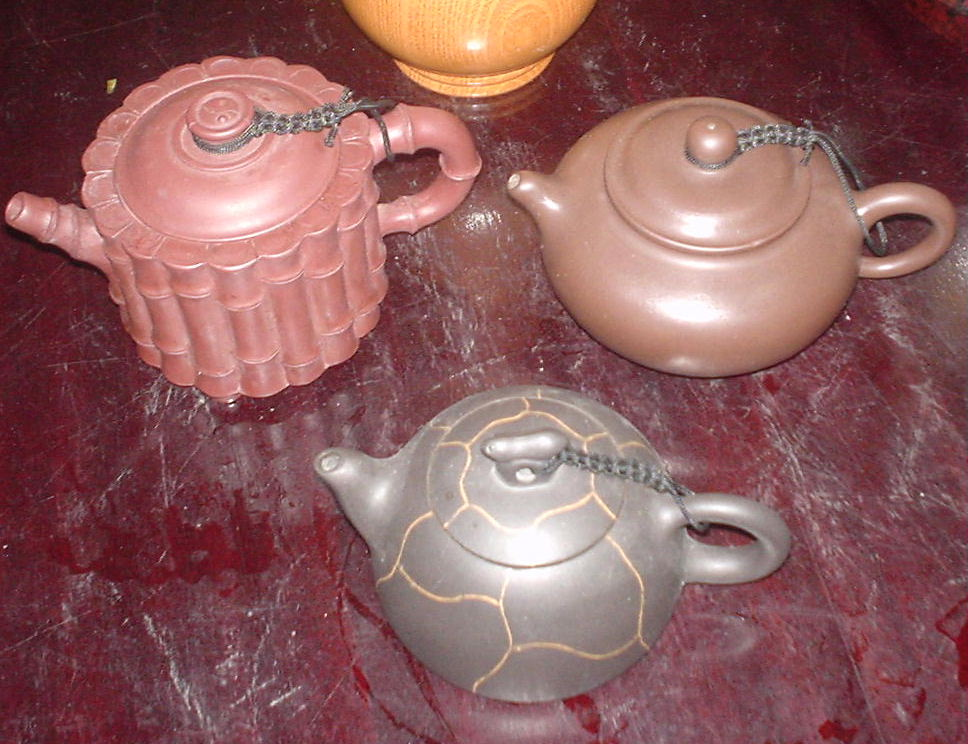
各种紫砂茶壶

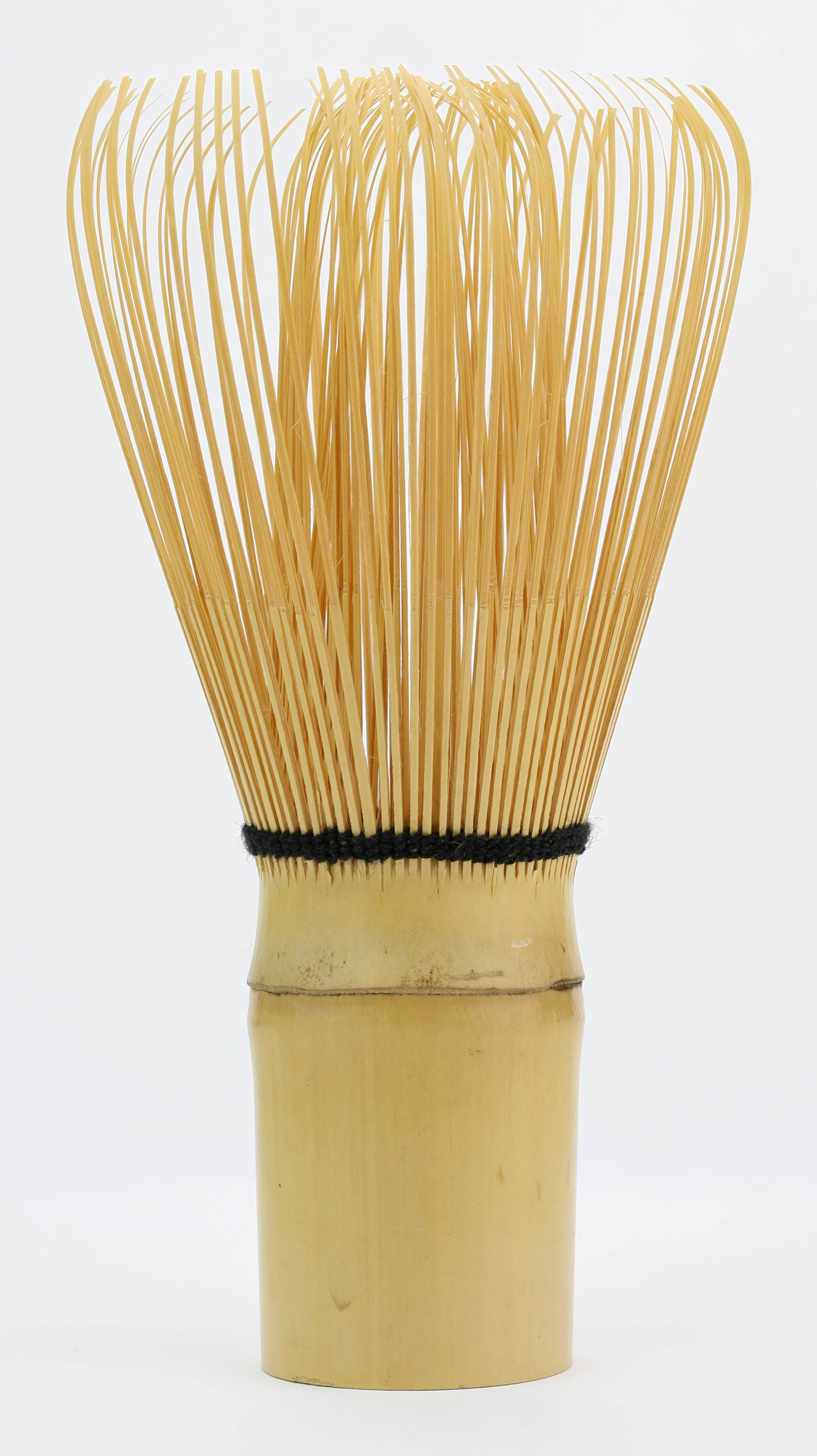
茶筅

最早的茶壶使用金、银、玉等材料製成。陕西省扶风县法门寺博物馆保存着一套完整的唐朝皇帝用的纯金茶具。宋代湖南长沙出产的茶具，十分精美，价值以白金计算。赵南仲曾出黄金千两定制一副茶具具献给宋朝皇帝。
唐宋以来，由于陶瓷工艺的兴起，逐渐被铜和陶瓷茶具代替。铜茶具相对金玉来说，价格更便宜，煮水性能更好，陶瓷茶具盛茶又能保持香气，更重要的是价格相对较低，所以容易推广，又受大众喜爱。明代供春、时大彬手製的紫砂壶更成为昂贵的艺术品。
郡马许珏因事谪戍至海南島儋州時，苏轼赠许珏茶盂，曰：“无以为清风明月之赠，此盂聊见意耳!”，后来为枢密使折彥質所得。折彦质有诗謝许珏，诗曰：“东坡遗物来归我，两手摩挲思不穷。举措吾家阿堵物，愧无青玉案酬公。”

## 茶藝用具

### 陸羽《茶經》中的茶具
唐朝陸羽《茶經》列出了29種茶具。

### 《茶具圖贊》中的茶具
宋朝的《茶具图赞》列出了12种茶具。

### 朱權《茶譜》中的茶具
明太祖第十七子朱权所著的《茶谱》中列出10种茶具，包括茶炉、茶灶、茶磨、茶碾、茶罗、茶架、茶匙、茶筅、茶瓯、茶瓶。

### 工夫茶的茶具
工夫茶的茶具有十多種，其中又有四種茶具最為主要、講究，稱為「茶室四寶」、「茶房四寶」或「煮茶四寶」，包括風爐、砂銚、沖罐、茶杯，另一說為風爐、茶罐、沖罐、茶杯。